# كنيسة القصر
كنيسة القصر هي مؤسسة في الأسر الملكية البريطانية والكندية تخدم الاحتياجات الروحية للملك والعائلة المالكة.